# Acrocera fasciata
Acrocera fasciata är en tvåvingeart som beskrevs av Christian Rudolph Wilhelm Wiedemann 1830. Acrocera fasciata ingår i släktet Acrocera och familjen kulflugor. Inga underarter finns listade i Catalogue of Life.